# Mercedes-Benz SLS AMG
Mercedes-Benz SLS AMG – supersamochód klasy średniej produkowany przez oddział Mercedes-AMG niemieckiej marki Mercedes-Benz w latach 2010 – 2014. 

## Historia i opis modelu

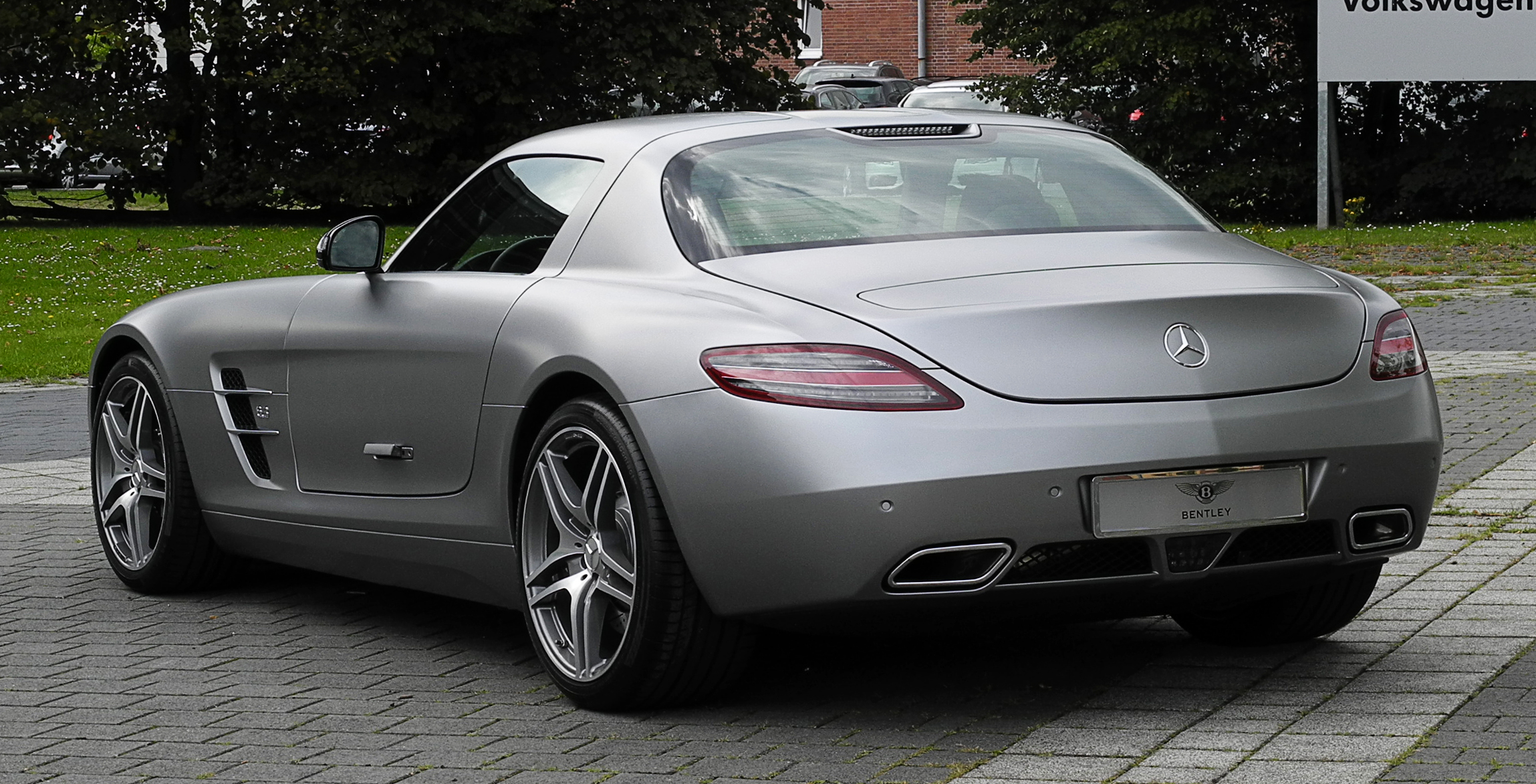
Mercedes-Benz SLS AMG (C197) - tył

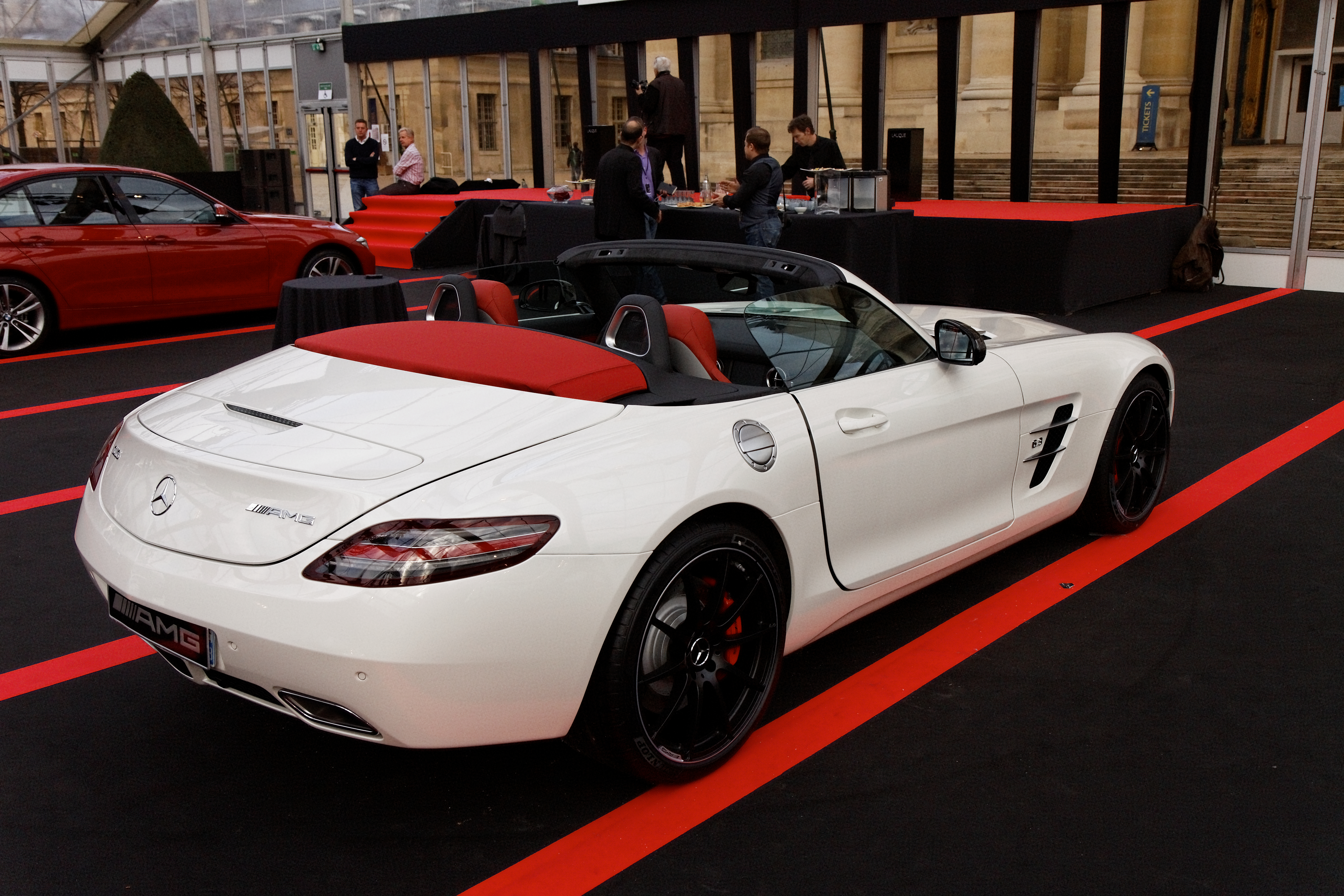
Mercedes-Benz SLS AMG Roadster (R197)

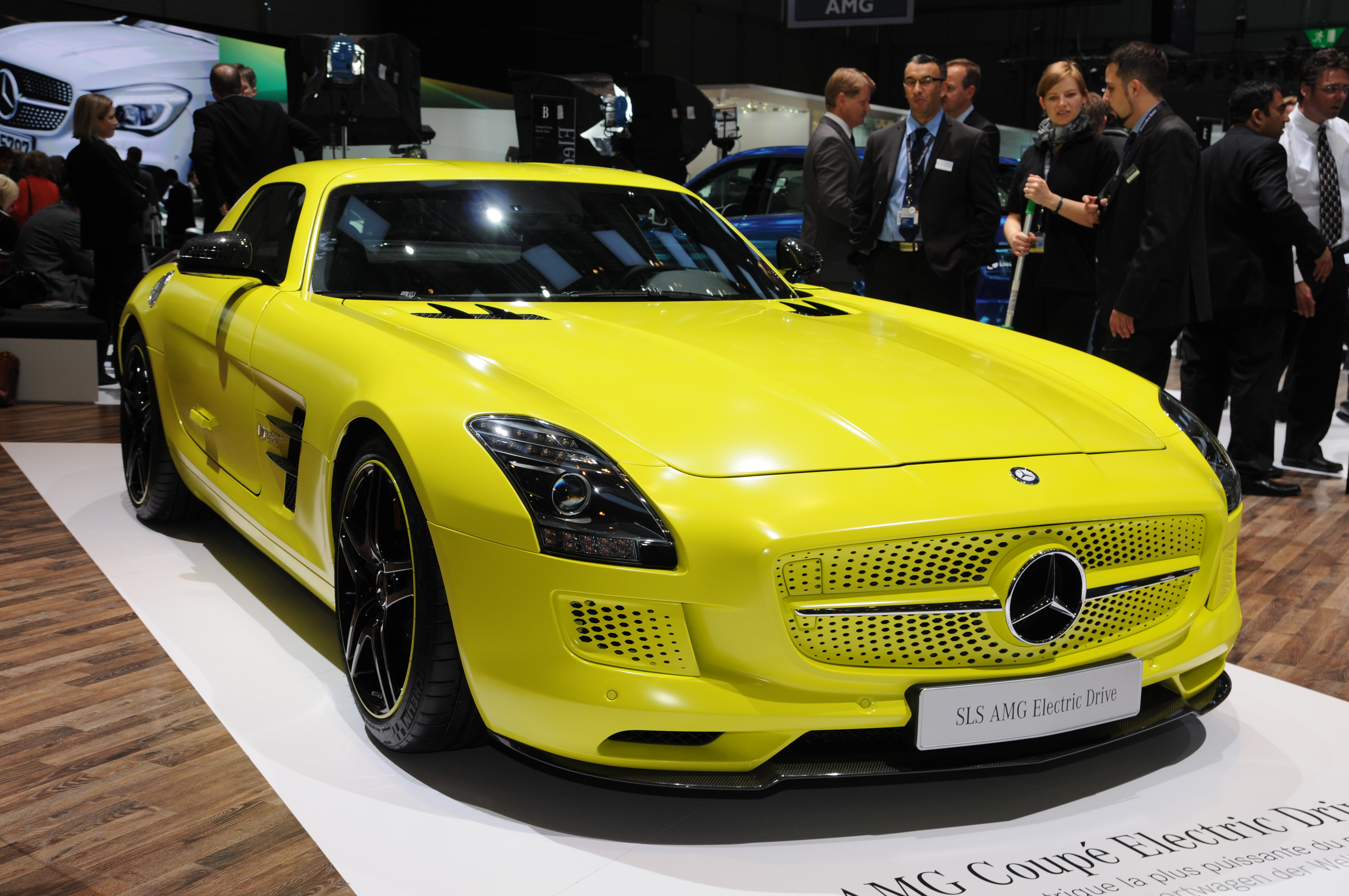
Mercedes-Benz SLS AMG Electric Drive

Pojazd został zaprezentowany we Frankfurcie w 2009 roku. Auto zostało skonstruowane od podstaw i całkowicie niezależnie przez firmę AMG – tunera Mercedesa. Silnik pojazdu składany był ręcznie przez jednego pracownika fabryki AMG w Affalterbach.
Podczas salonu samochodowego w Genewie w 2012 roku zaprezentowano wersję roadster pojazdu. Przy okazji auto otrzymało delikatny lifting. Zmieniono m.in. nazwę wersji coupe na SLS AMG GT, zastosowano ciemniejsze przednie i tylne reflektory, osłonę chłodnicy, lusterka zewnętrzne.

### SLS AMG Electric Drive
W połowie 2013 roku do produkcji trafiła elektryczna wersja SLSa zaprezentowana w Paryżu w 2012 roku. Mercedes SLS AMG Electric Drive napędzany jest umieszczonymi przy kołach czterema silnikami elektrycznymi o łącznej mocy 552 kW, co stanowi ekwiwalent 751 KM. Maksymalny moment obrotowy to 1000 Nm i trafia on na wszystkie koła. Dzięki temu samochód przyspiesza do 100 km/h w 3,9 s, prędkość maksymalna została ograniczona do 250 km/h. Północną pętlę toru Nurburgring SLS AMG Coupe Electric Drive pokonał w czasie 7 min 56,234 s, pokonując tym samym dotychczasowy rekord elektrycznego Audi R8 e-tron o prawie 13 s..
Podczas targów motoryzacyjnych w Los Angeles w 2013 roku zaprezentowana została wersja Final Edition wycofująca powoli auto z oferty niemieckiego producenta.

### Stylistyka
SLS AMG jest pierwszym samochodem z nadwoziem i podwoziem wykonanym w całości z aluminium. Auto nawiązuje swoją stylistyką do – nowatorskiego i oryginalnego w swoich czasach, a obecnie w kręgach miłośników motoryzacji uważanego za "kultowy" – sportowego modelu Mercedesa z lat 50. – 300 SL "Gullwing".
W zawiasach ważących zaledwie 18 kg aluminiowych skrzydeł drzwi zastosowano niewielkie ładunki pirotechniczne, pozwalające na „odstrzelenie” ich w razie zatrzymania się samochodu na dachu po wypadku (otwarcie drzwi w takiej pozycji konstrukcyjnie nie byłoby możliwe). To niespotykane w żadnym innym współcześnie produkowanym pojeździe drogowym rozwiązanie umożliwia pasażerom samodzielne opuszczenie pojazdu po wypadku lub wytransportowanie ich z wnętrza przez służby ratownicze.
Po przekroczeniu 120 km/h, podobnie jak w konstrukcjach Porsche, wysuwa się tylny spoiler poprawiający prowadzenie pojazdu przy wyższych prędkościach.
Stylistycznie pojazd nacechowany jest wyrazistością, sportowym stylem i oszczędnością. Posiada długi przód i krótki tył.

### Silnik
| Model                        | Pojemność                            | Moc maksymalna                       | Maksymalny moment obrotowy | Przyspieszenie od 0 do 100 km/h | Prędkość maksymalna | Zużycie paliwa | Emiscja CO2 | Współczynnik oporu powietrza Cx = |
| ---------------------------- | ------------------------------------ | ------------------------------------ | -------------------------- | ------------------------------- | ------------------- | -------------- | ----------- | --------------------------------- |
| SLS AMG                      | 6208 cm³ V8 DOHC                     | 571 KM (435 kW) przy 6800 obr./min   | 650 N•m przy 4750 obr./min | 3,8 s                           | 317 km/h            | 13,2 l /100 km | 308 g/km    | 0,36                              |
| SLS AMG GT                   | 6208 cm³ V8 DOHC                     | 591 KM (419,8 kW) przy 6800 obr./min | 650 N•m przy 4750 obr./min | 3,7 s                           | 320 km/h            | 13,2 l /100 km | 308 g/km    | b.d.                              |
| SLS AMG Coupé Black Series   | 6208 cm³ V8 DOHC                     | 631 KM (464 kW) przy 7400 obr./min   | 635 N•m przy 5500 obr./min | 3,6 s                           | 315 km/h            | 13,7 l/100 km  | 321 g/km    | b.d.                              |
| SLS AMG Coupe Electric Drive | 4 silniki elektryczne o łącznej mocy | 751 KM (552 kW)                      | 1000 N•m                   | 3,9 s                           | 250 km/h            | –              | 0 g/km      | b.d.                              |

Moc przenoszona jest na koła tylne w układzie transaxle poprzez dwusprzęgłową, 7-biegową półautomatyczną skrzynię biegów DCT. Widlaste serce współpracuje z siedmiobiegową przekładnią dwusprzęgłową o czterech trybach pracy (w tym jednym "oszczędnym"). W torowym trybie S+ skrzynia zmienia biegi w zawrotnym tempie 100 milisekund. Kierowca ma także do dyspozycji funkcję RACE START, pozwalającą na maksymalne efektywne ruszenie z miejsca. SLS-a wyposażono w tzw. szperę, czyli mechanizm różnicowy o zwiększonym tarciu.
Silnik 6.2 (M159) w wersji Black Series jest najmocniejszym wolnossącym silnikiem V8 zastosowanym w samochodzie drogowym.

### Wersje
W skład wyposażenia standardowego z zakresu bezpieczeństwa czynnego i biernego wchodzi m.in. system zapobiegający blokowaniu kół podczas hamowania ABS, asystent układu hamulcowego BAS, trzy stopniowy system stabilizacji toru jazdy ESP, układ kontroli trakcji ASR, a także zestaw poduszek powietrznych, w którego skład wchodzą adaptacyjne poduszki czołowe, boczne, kurtynowe, a także poduszki powietrzne chroniące kolana kierowcy i pasażera oraz adaptacyjne światło hamowania, kamerę cofania, kontrolę ciśnienia w oponach, reflektory biksenonowe ze światłami do jazdy dziennej wykonanymi w technologii LED, system bezpiecznego parkowania PARKTRONIC, alarm, czujnik świateł, elektryczny hamulec postojowy, system multimedialny COMAND APS z 6 głośnikami, elektrycznie sterowane szyby i lusterka, klimatyzację automatyczną, tempomat.
Opcjonalnie auto wyposażyć można w m.in. asystenta martwego punktu, pakiet wyposażenia wnętrza AMG Carbon, sportowy układ jezdny, fotochromatyczne lusterka, systemy multimedialne, nawigacyjne oraz telefoniczne.
Wersje limitowane:
- Desert Gold – 2009
- Blackbird – 2010
- GT3 – 2011
- Ambulance – 2011
- Matte Black Edition – 2011
- Matte Edition – 2012
- GT – 2012
- GT3 "45th ANNIVERSARY" – 2012
- Coupé Black Series – 2013
- Final Edition – 2013

### Ekranizacje i gry
Za kierownicą pojazdów zasiąść można m.in. w grach Gran Turismo 5, Forza Motorsport 4, Test Drive Unlimited 2 a także serii Need for Speed: Need for Speed: Shift, Need for Speed: Hot Pursuit, Need for Speed: The Run, Need for Speed: Most Wanted (2012), oraz Need for Speed: Rivals (2013)

### W sporcie
Zmodyfikowana wersja pojazdu jest wykorzystywana od sezonu 2010 Formuły 1 jako samochód bezpieczeństwa. Na potrzeby stażu w Formule 1 zamontowano nową końcówkę układu wydechowego.

### Nagrody i wyróżnienia
- „Red Dot Design Award“ 2010
- „„iF product design award 2010“
- „„Goldenes Lenkrad 2009“ (Bild am Sonntag oraz AUTO BILD)
- „„Die besten Autos“, kategoria supersportowych samochodów (auto motor und sport)
- „„Auto Trophy 2009“ oraz „Design Trophy“ (Auto Zeitung)
- „„TOPauto 2010“ (Motor-Informations-Dienst)
- „„Beste IAA-Neuheit 2009“ (AutoScout24)
- „„GT Car of the Year“ (Top Gear, GB)
- „„Best Dream Machine“ (MotorWeek TV’s Driver’s Choice Award, USA)